# Rogério Groh
Carlos Rogério Groh (Brusque, 20 de outubro de 1971 — Florianópolis, 11 de dezembro de 2008) foi um sacerdote católico, pertencente à Arquidiocese de Florianópolis.

## Biografia
Rogério Groh entrou para o Seminário de Azambuja em 1986. Estudou Filosofia entre os anos 1989 a 1991, na Unifebe, em Brusque. Cursou Teologia no ITESC, em Florianópolis, entre os anos 1992 a 1995. Foi ordenado diácono no dia 1º de maio de 1996, no Santuário de Azambuja, em Brusque. Sua ordenação presbiteral aconteceu no dia 19 de outubro de 1996, em Brusque.
Pe. Rogério, como ficou conhecido após sua ordenação, trabalhou nos seguintes locais:
- Seminário de Azambuja, Brusque (1997 a 1998): assistente da Filosofia;
- Paróquia São Vicente de Paulo, Itajaí (1999): administrador paroquial;
- Paróquia São Judas Tadeu e São João Batista, Ponte do Maruim, Palhoça (2000 a 2002): pároco.

Em 2003 pe. Rogério foi chamado para estudar em Roma. Naquele ano concluiu seu mestrado em Teologia Pastoral e, em 2006, seu doutorado.
Em 2006 pe. Rogério retornou ao Brasil, sendo nomeado pelo arcebispo dom Murilo Krieger orientador espiritual do Movimento Emaús da Arquidiocese de Florianópolis e também coordenador de pastoral daquela arquidiocese. Em 2007 tornou-se professor de teologia do ITESC, em Florianópolis, e professor de filosofia na Faculdade São Luiz, em Brusque.
Acometido de câncer na bexiga, pe. Rogério passou por um doloroso tratamento, que durou cinco meses, mas não resistiu. Morreu às 21h40min de 11 de dezembro de 2008, no Hospital de Caridade, em Florianópolis. Sua missa exequial aconteceu no dia seguinte, em Brusque.

## Obras
- A Identidade do Ministério Presbiteral como Tema Teológico-Pastoral: Uma questão epistemológica (2006), editado pela Pontifícia Universidade Lateranense[6]. Foi relançada uma segunda edição póstuma, distribuída na Quinta-Feira Santa de 2010 aos padres e diáconos da Arquidiocese de Florianópolis[7].